# Temporada da NHL de 1929–30
A temporada da NHL de 1929–30 foi a 13.ª  temporada da National Hockey League (NHL). Dez times jogaram 44 partidas cada. O Montreal Canadiens superou o franco favorito Boston Bruins por 2-0 para a  Stanley Cup.

## Temporada Regular
Para combater a baixa média de gols, uma grande mudança na regra foi implementada. Jogadores agora poderia fazer passes para a frente na zona ofensiva, em vez de apenas nas zonas defensiva e neutra. Isso levou a abusos: jogadores se sentaram à frente do gol adversário esperando pelo passo. A regra foi mudada novamente no meio da temporada em dezembro de 1929, e os jogadores não poderiam mais entrar na zona ofensiva sem o disco. Este foi o nascimento da moderna regra do impedimento no hóquei.
Cooney Weiland do Boston Bruins levou vantagem com a mudança de regras  e destroçou o antigo recorde de gols da NHL com 73 pontos. Weiland e Tiny Thompson, que venceram o Troféu Vezina com uma média de gols contra de 2,23 gols, levaram os Bruins a um recorde na classificação final de 38 vitórias, 5 empates, e 1 empate — um percentual de vitória de 0,875, recorde na NHL até os dias atuais.
Conn Smythe brought up two outstanding forwards, Harvey Jackson, e Charlie Conacher, e em combinação com Joe Primeau, a Linha das Crianças nasceu. Conacher na verdade marcou em sua estreia na NHL. Jackson conseguiu seu apelido Busher de Tim Daly, o treinador de Toronto, quando perguntado por Daly para ajudar com alguns tacos.  "Eu sou um jogador de hóquei, não um menino de tacos", Jackson disse a Daly, que replicou "Why you fresh young busher!" E seria Busher Jackson daquele dia em diante.
Em 7 de janeiro de 1930, Clint Benedict tornou-se o primeiro goleiro na história da  NHL a usar uma máscara de proteção no rosto. Ele o fez por cinco jogos para proteger um nariz quebrado. A próxima vez em que uma máscara foi utilizada na NHL foi quase 30 anos depois, quando Jacques Plante usou uma em partida no dia 1 de novembro de 1959.
Eddie Gerard demitiu-se como técnico-administrador do Montreal Maroons. Ele foi substituído como administrador pelo presidente do time James Strachan. Dunc Munro foi contratado como técnico e levou o time à primeira colocação na Divisão Canadense.
Houve um rumor com certas fontes de que Eddie Gerard tomaria o cargo de técnico de Ottawa de Newsy Lalonde quando Lalonde não estava bem. Dave Gill assumiu durante a sua ausência e o time jogou muito melhor e atingiu os playoffs. Gerard deixou o cargo de técnico.

### Classificação Final
Nota: V = Vitórias, D = Derrotas, E = Empates, Pts = Pontos, GP= Gols Pró, GC = Gols Contra, PEM = Penalizações em minutos

Nota: Times que se classificaram aos play-offs estão em negrito.
| Divisão Canadense   | PJ | V  | D  | E | Pts | GP  | GC  | PEM |
| ------------------- | -- | -- | -- | - | --- | --- | --- | --- |
| Montreal Maroons    | 44 | 23 | 16 | 5 | 51  | 141 | 114 | 651 |
| Montreal Canadiens  | 44 | 21 | 14 | 9 | 51  | 142 | 114 | 600 |
| Ottawa Senators     | 44 | 21 | 15 | 8 | 50  | 138 | 118 | 536 |
| Toronto Maple Leafs | 44 | 17 | 21 | 6 | 40  | 116 | 124 | 613 |
| New York Americans  | 44 | 14 | 25 | 5 | 33  | 113 | 161 | 372 |

| Divisão Americana   | PJ | V  | D  | E  | Pts | GP  | GC  | PEM |
| ------------------- | -- | -- | -- | -- | --- | --- | --- | --- |
| Boston Bruins       | 44 | 38 | 5  | 1  | 77  | 179 | 98  | 449 |
| Chicago Black Hawks | 44 | 21 | 18 | 5  | 47  | 117 | 111 | 573 |
| New York Rangers    | 44 | 17 | 17 | 10 | 44  | 136 | 143 | 445 |
| Detroit Cougars     | 44 | 14 | 24 | 6  | 34  | 117 | 133 | 474 |
| Pittsburgh Pirates  | 44 | 5  | 36 | 3  | 13  | 102 | 185 | 384 |

### Artilheiros
PJ = Partidas Jogadas, G = Gols, A = Assistências, Pts = Pontos, PEM = Penalizações em Minutos
| Jogador        | Time               | PJ | G  | A  | Pts | PEM |
| -------------- | ------------------ | -- | -- | -- | --- | --- |
| Cooney Weiland | Boston Bruins      | 44 | 43 | 30 | 73  | 27  |
| Frank Boucher  | New York Rangers   | 42 | 26 | 36 | 62  | 16  |
| Dit Clapper    | Boston Bruins      | 44 | 41 | 20 | 61  | 48  |
| Bill Cook      | New York Rangers   | 44 | 29 | 30 | 59  | 56  |
| Hec Kilrea     | Ottawa Senators    | 44 | 36 | 22 | 58  | 23  |
| Nels Stewart   | Montreal Maroons   | 44 | 39 | 16 | 55  | 81  |
| Howie Morenz   | Montreal Canadiens | 44 | 40 | 10 | 50  | 72  |
| Norman Himes   | New York Americans | 44 | 22 | 28 | 50  | 15  |
| Joe Lamb       | Ottawa Senators    | 44 | 29 | 20 | 49  | 119 |
| Dutch Gainor   | Boston Bruins      | 43 | 18 | 31 | 49  | 39  |

## Playoffs

### Finais
Após derrotar o Montreal Maroons e ter ficado sem perder partidas consecutivas na liga, o Boston Bruins foi varrido pelo Montreal Canadiens por 2-0 na série melhor de três. A primeira partida viu Boston play jogar abaixo de sua forma usual. Os Canadiens, então, ganharam a Copa com uma vitória por 4-3 no jogo 2. Os Canadiens tiveram desempenho de 5–0–1 nos playoffs, fazendo deles um dos poucos times campeões da Copa na história a não perder um jogo nos playoffs.

## Prêmios da NHL
| Prêmios da NHL de 1929–30  | Prêmios da NHL de 1929–30       |
| -------------------------- | ------------------------------- |
| Copa O'Brien:              | Montreal Maroons                |
| Troféu Príncipe de Gales:  | Boston Bruins                   |
| Troféu Memorial Hart:      | Nels Stewart, Montreal Maroons  |
| Troféu Memorial Lady Bing: | Frank Boucher, New York Rangers |
| Troféu Vezina:             | Tiny Thompson, Boston Bruins    |

## Estreias
O seguinte é uma lista de jogadores importantes que jogaram seu primeiro jogo na NHL em 1929–30 (listados com seu primeiro time, asterisco(*) marca estreia nos play-offs):
- Tom Cook, Chicago Black Hawks
- Ebbie Goodfellow, Detroit Cougars
- Syd Howe, Ottawa Senators
- Busher Jackson, Toronto Maple Leafs
- Charlie Conacher, Toronto Maple Leafs

## Últimos Jogos
O seguinte é uma lista de jogadores importantes que jogaram seu último jogo na NHL em 1929-30  (listados com seu último time):
- Mickey MacKay, Boston Bruins
- Jimmy Herberts, Detroit Cougars
- Clint Benedict, Montreal Maroons
- Frank Nighbor, Toronto Maple Leafs